# Lucena (Brazilia)
Lucena este un oraș în Paraíba (PB), Brazilia.